# NGC 755
NGC 755 es una galaxia espiral de líneas de emisión en la constelación de Cetus.   La velocidad de la galaxia de 1641,2. km/s se utilizó km/s para calcular su distancia utilizando la relación Tully-Fisher.   Se descubrió que su halo de materia oscura estaba dominado por el núcleo, de acuerdo con las predicciones del modelo de cosmología lambda-CDM. 